# 1957年5月13日月食
1957年5月13日月食为一次在协调世界时1957年5月13日出現的月全食。該次月食半影食分為2.325、全影食分為1.303。偏食維持了106分，全食維持39分。

## 概述
這次月食的食分是15.37，偏食維持了106分，全食維持39分。

## 基本參數
- 類型：月全食
- 食甚資料：
  - 日期：1957年5月13日
  - 時間：22:31
  - 月球位置：赤經15.37度、赤緯-18.2度
  - 食分：半影食分：2.325、全影食分：1.303
  - 持續時間：偏食106分、全食39分

## 外部連結
- NASA月食專頁（页面存档备份，存于）（英文）